# Acido solforico (romanzo)
Acido solforico (Acide sulfurique) è un romanzo scritto da Amélie Nothomb e pubblicato nel 2005.

## Trama
Per un reality show televisivo chiamato "Concentramento", i partecipanti sono scelti a caso tra la popolazione, rapiti in raid e rinchiusi in un campo di concentramento. Le condizioni di vita nel campo sono deplorevoli: i prigionieri sono mal nutriti, vengono insultati e picchiati quotidianamente dai "kapò". Ogni giorno, due prigionieri vengono scelti e uccisi in diretta.
Zdena, una delle guardie, si innamora di Pannonique, conosciuta nel campo col numero identificativo CKZ 114. Zdena vuole conoscere il vero nome di Pannonique ed è pronta a tutto pur di scoprirlo, arrivando fino a uccidere i prigionieri che sono vicino a Pannonique. Il livello di brutalità di Zdena cresce col passare del tempo, senza risultato. In seguito cambia tattica, e comincia ad aiutarla passandole barrette di cioccolato di nascosto.
Quando i produttori di "Concentramento" danno ai telespettatori il diritto di decidere quali prigionieri saranno uccisi, l'audience aumenta ancora. Pannonique comincia ad interagire con gli spettatori invitandoli a non guardare il programma, cercando in tal modo di ottenere la libertà per sé e gli altri prigionieri.